# كاكونا (كيبك)
كاكونا (بالإنجليزية: Cacouna, Quebec)‏ هي بلدية محلية في كيبيك تقع في كندا في Rivière-du-Loup Regional County Municipality. يقدر عدد سكانها بـ 1,939 نسمة ومساحتها 173.70 كم2 .

## أعلام
- ماريو دومون